# Čeští krajané v Istanbulu
Čeští krajané v Istanbulu je neregistrované neziskové sdružení občanů české národní menšiny žijící v Istanbulu a okolí, které usiluje o rozvíjení kulturních a mezilidských vztahů mezi Českou republikou a Tureckem a udržuje si své pouto k české vlasti a její kultuře .
Krajanská skupina Čeští krajané v Istanbulu byla založena za podpory Generálního konzulátu České republiky v Istanbulu dne 14. dubna 2012 a to s šesti zakládajícími členy.
Na základě stanov je jednou ročně pořádána členská schůze, která volí výbor sdružení.
Čeští krajané v Istanbulu jsou registrováni pod Ministerstvem zahraničních věcí České republiky.

## Začátky
Zvýšený zájem o organizování aktivit a sdružování krajanů v Istanbulu lze datovat do začátku roku 2012, kdy krajany oslovil Generální konzulát České republiky v Istanbulu a vyjádřil veškerou svou podporu pro založení sdružení. Následovala informační schůzka ohledně založení, kterou si organizovali sami krajané. Tato schůzka měla za cíl zjistit zájem krajanů o skupinu a krajanské aktivity. Jako výsledek této schůzky byla založena skupina na Facebooku, která měla začít cíleně sdružovat krajany z Istanbulu a okolí a také příznivce myšlenky sdružení a měla se stát jedním z důležitých komunikačních kanálů.
Na základě úvodní schůzky se vyčlenila skupina asi deseti krajanů, která se začala aktivně zabývat přípravami k založením spolku. Na 14. dubna 2012 pak byla svolána ustavující schůze, která se konala na Generálním konzulátu České republiky v Istanbulu a které se zúčastnilo šest krajanů. Ti se stali zakládajícími členy spolku, schválili stanovy a zvolili vedení spolku.

## Aktivity

### Webové stránky
Čeští krajané v Istanbulu spustili v lednu 2014 své vlastní webové stránky, které slouží krajanům ke sledování aktuálních záležitostí, kulturních akcí, ale také jsou k dispozici rady pro život v Turecku a základny tureckého jazyka.

### Krajanská knihovna
Krajanská knihovna funguje od roku 2012. Jejím podkladem byla první oficiální akce spolku organizovaná jako knižní výměnná schůzka v kavárně Kafka Kafe v Kadıköy. Cílem bylo příjemnou formou získat první finance pro činnost spolku a dát základ krajanské knihovně.
Krajané dobrovolně přispívají do knihovny česky tištěnými knihami, aby si jiní krajané mohli tyto knihy za symbolický poplatek koupit a tímto přispět na činnost sdružení.
Kromě samotných krajanů přispěla do krajanské knihovny i česká nakladatelství (nakladatelství Argo, orientální nakladatelství Dar Ibn Rushd, nakladatelství Hejkal, nakladatelství Host, nakladatelství Triton a nakladatelství Vyšehrad).

### Dětské centrum
Ještě před vznikem krajanského spolku bylo dětské centrum organizováno Generálním Konzulátem České republiky v Istanbulu. Díky těmto začátkům se Českým krajanům v Istanbulu podařilo po svém založení na úspěšnou organizaci navázat a pokračovat i nadále v aktivitách pro české krajánky .
Dětské centrum pravidelně připravuje říkanky pro nejmenší děti , kreativní workshopy a čtení. Aktivity jsou rozděleny podle věkových kategorií a vzhledem k rozlehlosti Istanbulu i lokálně.
Kromě pravidelných schůzek se pro děti každoročně pořádá drakiáda, mikulášská besídka nebo se rozesílá nebeská pošta.

### Časopis Krajánek
Časopis Krajánek je dětský časopis, který vydává krajanské sdružení Čeští krajané v Istanbulu. Časopis Krajánek vychází pouze online .
Návrh na dětský časopis Krajánek byl spolku předložen v polovině září roku 2013 a díky nadšení několika českých krajanů bylo jeho první číslo vydáno u příležitosti prosincové mikulášské besídky a rozdáno přítomným krajanským dětem.
Časopis Krajánek vychází pravidelně jako měsíčník od ledna 2014. Má rozsah 24 stran formátu A5 a je distribuován online na webových stránkách Českého krajanského spolku v Istanbulu. Krajánek je určen zejména dětem ve věku 5 - 10 let, ale své rubriky v něm najdou také děti mladší.
Krajánek má za cíl přiblížení češtiny, české kultury a českých reálií dětem žijícím v zahraničí (v době založení českým dětem v Turecku).
Redakce Krajánku se během jednoho roku rozrostla z původních čtyř členů na dvanáct přispěvatelů. S Krajánkem spolupracují i krajané, kteří již v Istanbulu nežijí .
Díky úspěšnosti projektu byl dětský časopis Krajánek požádán o spolupráci i s českými krajany v Madridu, ve Španělsku. V červnu roku 2014 bylo za spolupráce s tureckou redakcí zveřejněno první společné turecko-španělské vydání pouze s lokálními úpravami pro dané země.

## Výuka tureckého jazyka pro Čechy
Lekce tureckého jazyka nejsou sice součástí krajanského sdružení Čeští krajané v Istanbulu, ale i přesto patří k nedílné součásti krajanů, kteří se v Turecku rozhodli žít.
Lekce tureckého jazyka jsou nabízeny soukromými kvalifikovanými lektory ve formě soukromých hodin , skupinových hodin nebo jako jazykový kurz přes Skype .
Turecký jazyk pro cizince je dále možné studovat na Výzkumném a aplikačním centru turečtiny a cizích jazyků (TÖMER). Toto centrum bylo založeno v roce 1984 Ankarskou univerzitou a v dnešní době má pobočku téměř ve všech větších městech Turecka. Stupně pokročilosti jsou rozděleny do 3 jazykových úrovní (začátečník, pokročilý, vysoce pokročilý) po 4 kurzech. Stupně pokročilosti tureckého jazyka v TÖMERU jsou vytvořeny na základě Společného evropského referenčního rámce .

## Členství
Počátečních šest členů spolku se rozrostlo na osmnáct registrovaných členů a několik dalších krajanů velmi aktivně přispívá k organizaci a činnosti spolku .

## Generální konzulát České republiky v Istanbulu
Generální konzulát České republiky v Istanbulu byl otevřen se vznikem samostatné České republiky dne 1. ledna 1993. Jeho historie však sahá do roku 1927, kdy byl poprvé otevřen jako Generální konzulát první Československé republiky.
Generální konzulát České republiky v Istanbulu působí na základě Konzulární úmluvy č. 33/1980 Sb. mezi ČSSR a Tureckou republikou, která byla podepsána v Ankaře dne 15. listopadu 1977 .
Konzulát naleznete na adrese: Abdi İpekçi Caddesi 71, Istanbul – Maçka, PSČ 34367.